# Sieurac
Sieurac (okzitanisch: Siurac) ist eine französische Gemeinde mit 263 Einwohnern (Stand: 1. Januar 2022) im Département Tarn in der Region Okzitanien. Sieurac gehört zum Arrondissement Albi und ist Teil des Kantons Le Haut Dadou. 

## Geographie
Sieurac liegt etwa 19 Kilometer südsüdwestlich von Albi. Umgeben wird Sieurac von den Nachbargemeinden Orban im Norden, Lombers im Osten, Laboutarie im Süden und Südosten, Montdragon im Süden, Labessière-Candeil im Westen sowie Lasgraisses im Westen und Nordwesten. Das Gemeindegebiet wird vom Fluss Agros durchquert.

## Bevölkerungsentwicklung
| Jahr                      | 1962 | 1968 | 1975 | 1982 | 1990 | 1999 | 2006 | 2013 |
| Einwohner                 | 185  | 155  | 151  | 162  | 184  | 172  | 197  | 263  |
| Quelle: Cassini und INSEE |      |      |      |      |      |      |      |      |

## Sehenswürdigkeiten
- Kirche Saint-Géraud